# Jesse Saarinen
Jesse Saarinen (* 29. Juli 1985 in Lahti) ist ein finnischer Eishockeyspieler, der seit Mai 2019 beim Helsingfors IFK in der Liiga unter Vertrag steht.

## Karriere
Saarinen begann seine Karriere in den Nachwuchsmannschaften von Kiekko-Reipas aus seiner Geburtsstadt Lahti, wo er zwischen 2000 und 2002 auf dem Eis stand. In der Saison 2002/03 wechselte er in die U20-Mannschaft der Pelicans, wo er zunächst in der Juniorenliga Nuorten SM-liiga aktiv war und in der Spielzeit 2003/04 erstmals einige Einsätze für die erste Mannschaft in der SM-liiga, der höchsten finnischen Spielklasse, absolvierte. Ab der Saison 2005/06 gehörte der Angreifer dann zum Stammkader der Pelicans und markierte 30 Scorerpunkte in 54 Spielen. In den folgenden vier Spielzeiten etablierte sich Saarinen als offensivstarker Flügelstürmer.
Im Vorfeld der Saison 2010/11 entschied sich der Finne für einen Wechsel in die tschechische Extraliga zum HC Energie Karlovy Vary. Nach nur sechs Partien kehrte Saarinen im Oktober 2010 zurück nach Finnland und heuerte beim Erstligisten Saimaan Pallo an. Dort bestritt er in der Saison 2011/12 mit 12 Treffer und 31 Torvorlagen in 59 Spielen die bisher punktbeste Spielzeit seiner Profikarriere. Im Sommer 2012 wechselte der Linksschütze zum Ligakonkurrenten HPK, wo er drei Jahre mit der Rückennummer 85 auflief. Ab 2015 spielte Saarinen für den kroatischen Klub KHL Medveščak Zagreb in der Kontinentalen Hockey-Liga, konnte dort aber nicht an seine Offensivleistungen anknüpfen. 2016 kehrte er nach Finnland zurück und wurde von Oulun Kärpät verpflichtet.
Zwischen Oktober 2017 und Mai 2019 stand er erneut bei seinem Heimatverein, den Pelicans, unter Vertrag, ehe er zur Saison 2019/20 zum Helsingfors IFK wechselte.

### International
Saarinen wurde in der Saison 2007/08 erstmals für die finnische Eishockeynationalmannschaft berufen und bei der Euro Hockey Tour eingesetzt. Auch 2014/15 und 2015/16 kam er dort zu Einsätzen im Nationalteam der Finnen.